# Грифоновий лев
Грифоновий лев — негеральдична фігура в геральдиці та геральдична тварина.
Гібридна тварина зображена з верхньою частиною тіла грифона без крил і нижньою частиною тіла лева. Виняток: фігури на латвійських гербах Ліфляндія і Латгалії та зображення на пам'ятних монетах номіналом 2 євро 2016 і 2017 років на честь цих регіонів є крилатими.
Геральдична тинктура може бути виконана в одному кольорі або ж розфарбований по-різному для кожної частини фігури. Кігті, дзьоб, язик і лапи птаха можуть бути пофарбовані інакше, ніж у гібридної істоти, оскільки ці частини в геральдиці вважаються озброєнням. Геральдична тварина відома в геральдиці з ХІІ століття.
На різних східногрецьких настінних фризах VII століття до н. е. грифоновий лев зображений під час бігу і з крилами.

## Приклади

Відергельтінген грифоновий лев росте з червоної кладки
Зростаючий грифоновий лев у золотих обладунках над базилікою Альтенштадт (Верхня Баварія)
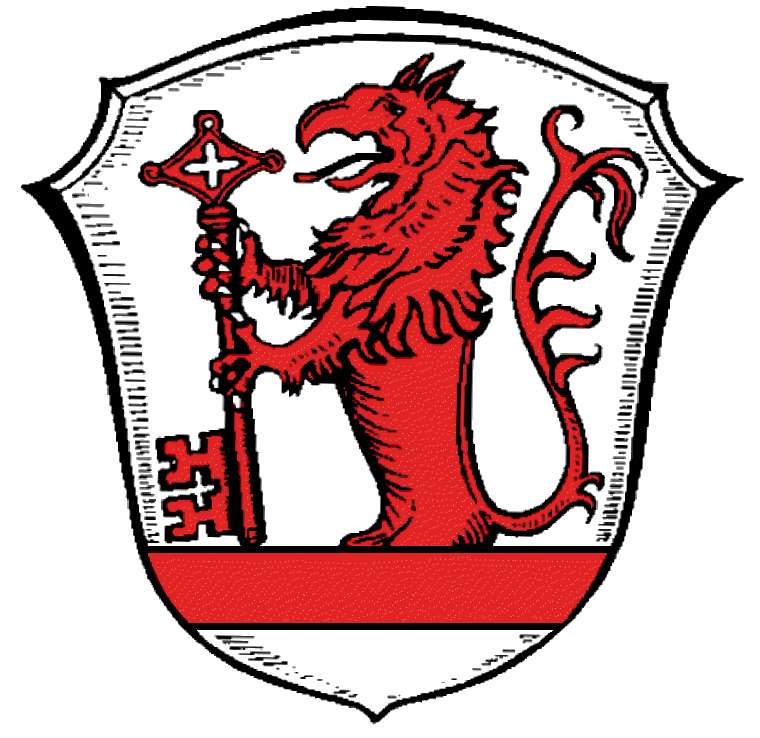
Над срібною основою щита, розділеною червоним і срібним, зростаючий червоний грифоновий лев, що тримає обома лапами червоний ключ (герб Ерпфтинга)
Герб району Гарміш-Партенкірхен
Срібний грифоновий лев у гербі Інгенріда
Золотий грифоновий лев, звернений вліво, у гербі Єнгена
Прямостоячий червоний грифоновий лев у гербі Ріда (Баварія)
Грифоновий лев у змішаних кольорах (герб Шваббрука)